# Djibril Thiam
Djibril Abdoulaye Thiam (nacido el 6 de julio de 1986 en Dakar) es un jugador de baloncesto senegalés que actualmente se encuentra sin equipo. Su último equipo fue el Uhud Medina de la SBL, la máxima división de Arabia Saudita. Con 2,06 metros de altura puede jugar tanto en la posición de Alero como en la de Ala-Pívot. Es internacional absoluto con Senegal.

## High School
Asistió al BSBS Basketball School en Senegal, antes de jugar su último año de high school en el Stoneridge Preparatory High School, situado en Simmy Valley, California. Promedió en su año senior 8,3 puntos y 5,8 rebotes. Fue clasificado como el 81.er reclutamiento nacional por HoopScoop.com y el 93.º por Rivals.com. También fue considerado el 22.º mejor Alero de high school por Rivals.com y el 23º mejor jugador de high school senior (clase del 2006) por NBAdraft.net. Ayudó a los Wildcats de Stoneridge a ser considerados el 14º mejor high school por PrepStars.com.

## Universidad
Tras graduarse en 2006, se unió a la Universidad de Baylor, situada en Waco, Texas, donde estuvo temporada y media (2006-2008) antes de ser transferido como freshman a la Universidad de Wyoming, situada en Laramie, Wyoming, donde pasó los tres años restantes (2008-2011).

### Baylor
En su primera temporada, su año freshman que al final fue red-shirt (2006-2007), sufrió un desgarro en el ligamento cruzado anterior de la rodilla derecha el 20 de noviembre de 2006, contra los Texas Southern Tigers, que le hizo perderse el resto de temporada. La NCAA le otorgó esta temporada como nula debido a su lesión, empezando la siguiente otra vez como freshman. En la primavera de 2007 le concedieron el Big 12 Commissioner's Honor Roll. Sólo pudo jugar 4 partidos antes de su lesión (ninguno como titular), promediando 1,7 puntos y 1,2 rebotes en 7 min. Su mejor partido fue el 11 de noviembre de 2006, en la victoria contra los Angelo State Rams (5 puntos y 3 rebotes en 17 min).
En su segunda temporada, su año que debería ser sophomore, pero fue freshman por su lesión (2007-2008), jugó con los Bears los 7 primeros partidos de la temporada antes de decidir ser transferido. No salió como titular en ninguno y promedió 2,7 puntos (60 % en tiros de campo; metiendo el único triple que intentó) y 4,1 rebotes en 17,3 min.
Anotó 2 puntos, cogió 4 rebotes y puso un tapón en 27 min (máxima de la temporada) el 18 de noviembre de 2007, en la victoria por 68-64 contra los Notre Dame Fighting Irish en la semifinal del U.S. Virgin Islands Paradise Jam. Anotó 5 puntos (máxima de la temporada) en la victoria por 64-55 en primera ronda del U.S. Virgin Islands Paradise Jam contra los Wichita State Shockers. Los Bears acabaron ganando el U.S. Virgin Islands Paradise Jam, tras derrotar en la final por 62-54 a los Winthrop Eagles. En dos ocasiones cogió 7 rebotes (máxima de la temporada); en la victoria por 85-62 contra los Centenary College Cyclones y en la victoria por 82-50 contra los Mississippi Valley State Delta Devils.
Disputó un total de 11 partidos (ninguno como titular) en la temporada y media que jugó con los Baylor Bears, promediando 2,2 puntos (50 % en triples; 2-4) y 2,7 rebotes en 12,1 min de media.

### Wyoming
Fue transferido a los Cowboys de Wyoming antes del semestre de primavera de 2008. Empezó a entrenar con ellos a lo largo de la segunda mitad de la temporada 2007-2008.
En su tercera temporada, su año sophomore (2008-2009), ya con los Cowboys, se perdió los primeros partidos durante el semestre de otoño de 2008, debido a las reglas de la NCAA al ser transferido de universidad. Jugó 26 partidos (1 como titular) con un promedio de 5,2 puntos, 5,1 rebotes en 22,7 min. Finalizó en la Mountain West Conference como el 13º en rebotes por partido, el 4º en tapones por partido (0,9) y el 8º en tapones totales (25).
Hizo tres partidos de 10 o más puntos. Anotó 12 puntos (máxima de la temporada) en la derrota en casa contra los New Mexico Lobos, el 7 de marzo de 2009. Anotó 10 puntos (todos en la segunda parte) en la victoria contra los New Mexico Lobos en los cuartos de final del torneo de la Mountain West Conference. En la victoria contra los Colorado State Rams el 25 de febrero de 2009, anotó 9 puntos y cogió 5 rebotes en 32 min (máxima de la temporada). Anotó 9 puntos en la victoria contra los UNLV Rebels, el 18 de febrero de 2009, actuación que impresionó ya que se había dislocado parcialmente el hombro izquierdo el sábado anterior contra los San Diego State Aztecs.
A lo largo de la temporada tuvo tres partidos de 10 o más rebotes, incluyendo los 11 que cogió (máxima de la temporada) en la victoria contra los Houston Baptist Huskies. Hizo su primer doble-doble de su carrera universitaria en la victoria contra los Sacramento State Hornets (11 puntos y 10 rebotes; siendo éste sólo su tercer partido como Cowboy). En su primer partido como Cowboy (en la victoria contra los Northern Iowa Panthers en el torneo de la NCAA), anotó 3 puntos, cogió 7 rebotes y puso 2 tapones.
En su cuarta temporada, su año junior (2009-2010), jugó 31 partidos (todos como titular) con un promedio de 9,5 puntos (56,3 % en tiros de campo con un 59,8 % en tiros de 2) y 5,3 rebotes en 27,5 min. Dio grandes pasos para convertirse en un jugador de mayor impacto en la Mountain West Conference. Fue el jugador más fiable de los Cowboys, siendo el único en salir de titular todos los partidos. También fue uno de los dos únicos jugadores del equipo en disputar los 31 encuentros. Finalizó en la Mountain West Conference como el 11º en rebotes por partido, el 10º en rebotes totales (163), el 8º en tapones por partido (0,8), el 8º en tapones totales (26) y el 2º mejor % de tiros de campo.
Anotó 10 o más puntos en 16 ocasiones, incluyendo seis de los últimos ocho partidos de Wyoming. Metió 10 o más puntos en 9 de los 16 partidos de conferencia. Empezó muy bien temporada, rompiendo su récord de anotación en tres de los seis primeros partidos de los Cowboys. Esta racha incluye los 18 puntos contra los Peru State Bobcats (18 de noviembre de 2009), los 19 contra los Boise State Broncos (21 de noviembre de 2009) y los 20 contra los Hampton Pirates (28 de noviembre de 2009). En el partido contra los Peru State Bobcats puso 4 tapones (máxima de su carrera universitaria). Anotó 19 puntos y robó 5 balones (máxima de su carrera universitaria) contra los Adams State Grizzlies, el 2 de enero de 2010. Metió 11 puntos con una estadística perfecta de tiro (4-4 en tiros de campo (3-3 de 2 y 1-1 de 3) y 2-2 de TL) contra los New Mexico Lobos, el 16 de enero de 2010.
Hizo su único doble-doble de la temporada el 6 de marzo de 2010 contra los UNLV Rebels (13 puntos y 13 rebotes), siendo el segundo doble-doble de su carrera universitaria. Esos 13 rebotes y los 39 min que jugó en ese partido, fueron el máximo nº de rebotes cogidos en un partido en su carrera universitaria y el máximo nº de min disputados en un partido en su carrera universitaria. El 30 de enero de 2010 contra los Air Force Falcons, se quedó a un solo rebote de hacer su tercer doble-doble de su carrera universitaria (10 puntos y 9 rebotes). Metió 10 puntos y cogió 8 rebotes contra los TCU Horned Frogs, el 13 de febrero de 2010.
En su quinta y última temporada, su año senior (2010-2011), se erigió como un líder para los Cowboys, siendo además uno de los mejores jugadores del equipo. Fue uno de los dos únicos jugadores seniors del equipo, junto con Rob Watsabaugh. Jugó 30 partidos (26 como titular) en su última temporada, promediando 9,6 puntos (53,8 % en tiros de campo con un 55,3 % en tiros de 2), 4,6 rebotes, 1,2 robos de balón y 1,4 tapones en 26,5 min. Finalizó en la Mountain West Conference como el 7º mejor % de tiros de campo, el 19º en rebotes ofensivos totales (49), el 17º en robos de balón totales (36), el 4º en tapones por partido y tapones totales (44), el 16º en rebotes por partido y el 12º en robos de balón por partido. Hizo 10 o más puntos con Wyoming en 18 partidos.
Disputó un total de 87 partidos (58 como titular) con los Wyoming Cowboys entre las tres temporadas, promediando 8,1 puntos (51,3 % en tiros de campo con un 54,3 % en tiros de 2), 5 rebotes y 1 tapón en 25,5 min de media.

## Trayectoria profesional

### Al-Saad BC
Tras no ser elegido en el Draft de la NBA de 2011, vivió su primera experiencia como profesional en el Al-Sadd BC de Catar, donde estuvo la temporada 2011-2012. Con ellos ganó la Emir Cup tras derrotar por 81-56 a Al-Ravyyan (Thiam anotó 14 puntos). Quedaron subcampeones de liga con un récord en liga regular de 11-3 (el campeón fue Al-Ravyyan con un récord de 13-1).
En 12 de los 14 partidos que disputó con el conjunto catarí, promedió 16,4 puntos (56 % en tiros de 2), 7,9 rebotes, 2,8 asistencias y 2,1 robos de balón en 36,8 min de media. Finalizó el 7º de toda la División I de Catar en robos de balón. A final de temporada fue elegido en el mejor quinteto de la División I de Catar y en el mejor quinteto de jugadores extranjeros de la División I de Catar.

### North Dallas Vandals
En noviembre de 2012 firmó con los Gaiteros del Zulia de la LPB venezolana, tratando de ganarse un hueco en el roster final, pero no lo consiguió. Pasó el resto de la temporada 2012-2013 en los North Dallas Vandals de la ABA estadounidense. Quedó subcampeón de la ABA tras perder en la final contra los Jacksonville Giants.

### Sitra Club
Disputó la NBA Summer League de 2013 de Orlando con los Indiana Pacers. Jugó 3 partidos con un promedio de 3,3 puntos y 2,6 rebotes en 7,8 min de media.
Empezó la temporada 2013-2014 en el Sitra Club de Baréin, pero abandonó el equipo en febrero de 2014.

### Toyama Grouses
En febrero de 2014, firmó hasta final de temporada por los Toyama Grouses de la Bj league japonesa. Con ellos quedó en la 3ª posición de la Bj league (Derrotaron a los Kyoto Hannaryz por 84-62) y fue subcampeón de la conferencia este de la Bj league (perdieron contra los  Akita Northern Happinets por 109-94 en la final de conferencia).
Disputó 20 partidos de liga y 4 de play-offs con el conjunto japonés, promediando en liga 6,3 puntos y 4,1 rebotes en 12,2 min de media, mientras que en play-offs promedió 2 puntos y 4,2 rebotes en 14,5 min de media.

### Amal Essaouira
Empezó la temporada 2014-2015 en el Amal Essaouira de Marruecos, pero abandonó el equipo en diciembre de 2014.

### Uhud Medina
El 17 de diciembre de 2014, fichó por el Uhud Medina de Arabia Saudita hasta final de temporada. Se proclamó campeón de la Premier League de Arabia Saudita con el cuadro de Medina.

## Selección Senegalesa
Es internacional absoluto con la selección de baloncesto de Senegal desde 2014, cuando fue convocado para la Copa Mundial de Baloncesto de 2014 de España, donde Senegal finalizó en la 16.ª posición, aunque Thiam fue apartado del equipo por razones disciplinarias y no disputó ningún partido.